# Montgothier
Montgothier est une ancienne commune française du département de la Manche et de la région Normandie, associée à Isigny-le-Buat depuis le 15 mars 1973.

## Toponymie
Le nom de la localité est attesté sous les formes Mongother et Mongoter vers 1180, de Monte Goterii en 1228, Mons Galterii sans date.

## Histoire
En 1973, Les Biards, Chalandrey, La Mancellière, Le Mesnil-Bœufs, Le Mesnil-Thébault, Montgothier, Montigny, Naftel et Vezins se sont associées avec Isigny-le-Buat pour former la première commune canton de France.

## Administration

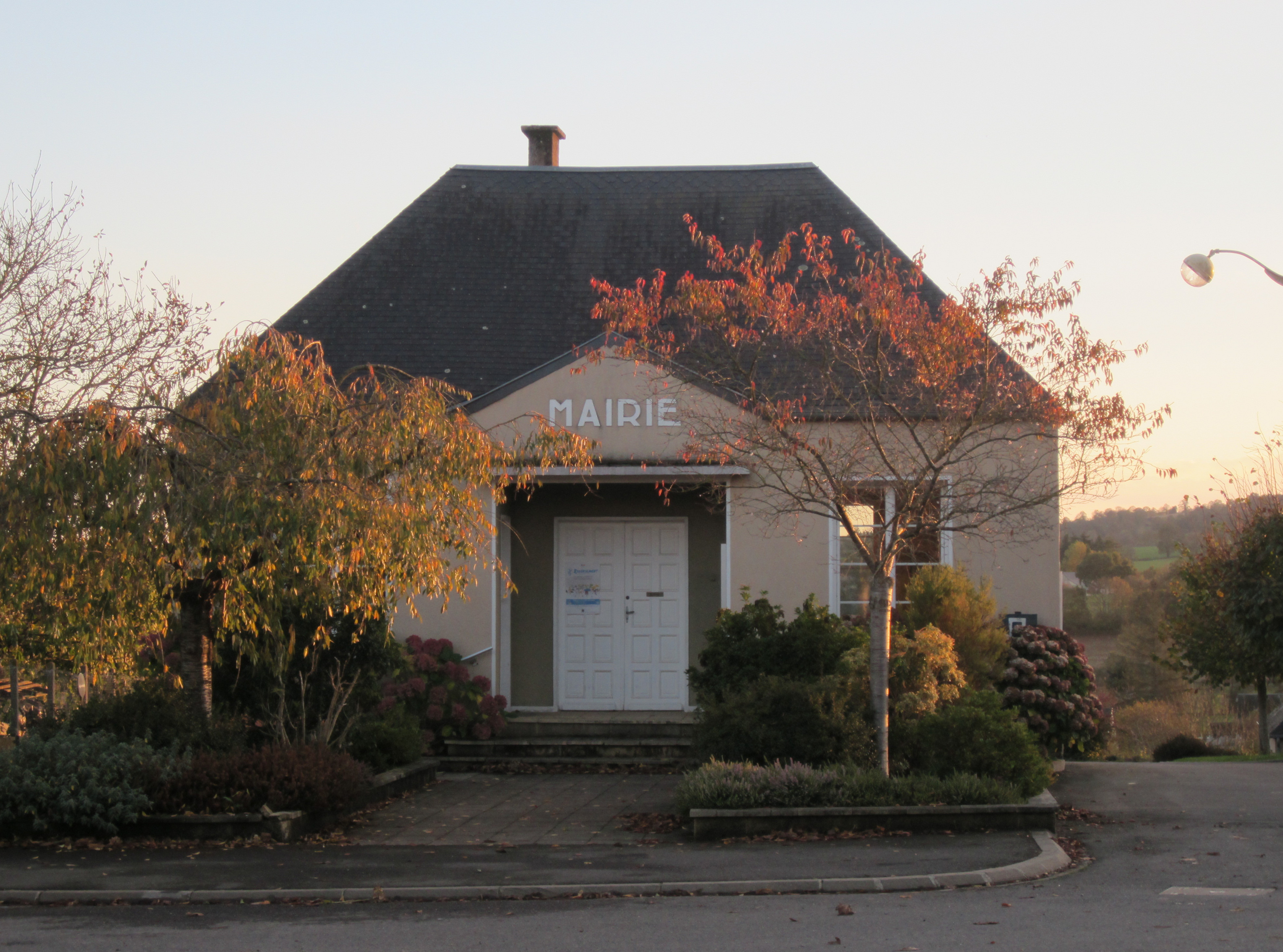
Mairie annexe

| Période | Période  | Identité          | Étiquette | Qualité |
| ------- | -------- | ----------------- | --------- | ------- |
|         | En cours | Jean-Paul Vaupres | SE        |         |

| Période | Période | Identité | Étiquette | Qualité |
| ------- | ------- | -------- | --------- | ------- |
|         |         |          |           |         |

## Démographie
| 1793 | 1800 | 1806 | 1821 | 1831 | 1836 | 1841 | 1846 |
| ---- | ---- | ---- | ---- | ---- | ---- | ---- | ---- |
| 580  | 558  | 616  | 651  | 650  | 662  | 665  | 679  |

| 1851 | 1856 | 1861 | 1866 | 1872 | 1876 | 1881 | 1886 |
| ---- | ---- | ---- | ---- | ---- | ---- | ---- | ---- |
| 667  | 678  | 644  | 654  | 578  | 566  | 538  | 510  |

| 1891 | 1896 | 1901 | 1906 | 1911 | 1921 | 1926 | 1931 |
| ---- | ---- | ---- | ---- | ---- | ---- | ---- | ---- |
| 529  | 512  | 484  | 485  | 462  | 381  | 422  | 425  |

| 1936 | 1946 | 1954 | 1962 | 1968 | 1975 | 1982 | 1990 |
| ---- | ---- | ---- | ---- | ---- | ---- | ---- | ---- |
| 406  | 378  | 364  | 350  | 333  | -    | -    | -    |

| 1999 | 2006 | 2010 | 2015 | 2020 | 2021 | - | - |
| ---- | ---- | ---- | ---- | ---- | ---- | - | - |
| -    | 263  | 250  | 237  | 235  | 236  | - | - |

## Lieux et monuments
- Logis de Montgothier (XVIIIe siècle), avec un escalier intérieur avec rampe d'appui en bois, inscrit aux monuments historiques le 6 juin 1977[8]. C'est Jean de Gouin, seigneur de Montgothier qui fit construire le château en 1728. De 1993 à 2007 il a accueilli un spectacle de son et lumières : Les Féeriques de Montgothier, animé par Antoine Gautier-Sauvagnac, et réalisé par les habitants de la commune et des environs.
- Église Notre-Dame des XVIIe – XVIIIe siècles (1744) avec côté sud un cadran solaire. Elle abrite un maître-autel (XVIIe), un bénitier (XVIIe), des fonts baptismaux (XVIIe), une Vierge à l'Enfant (XVIIe), un tableau de Saint écrivant « Le suis l'Alpha et l'Oméga » (XVIIe).
- Croix (1854), au pied d'une tombe de 1731.
- Croix de chemin (1694).

Pour mémoire
- Il existait un dolmen[9].

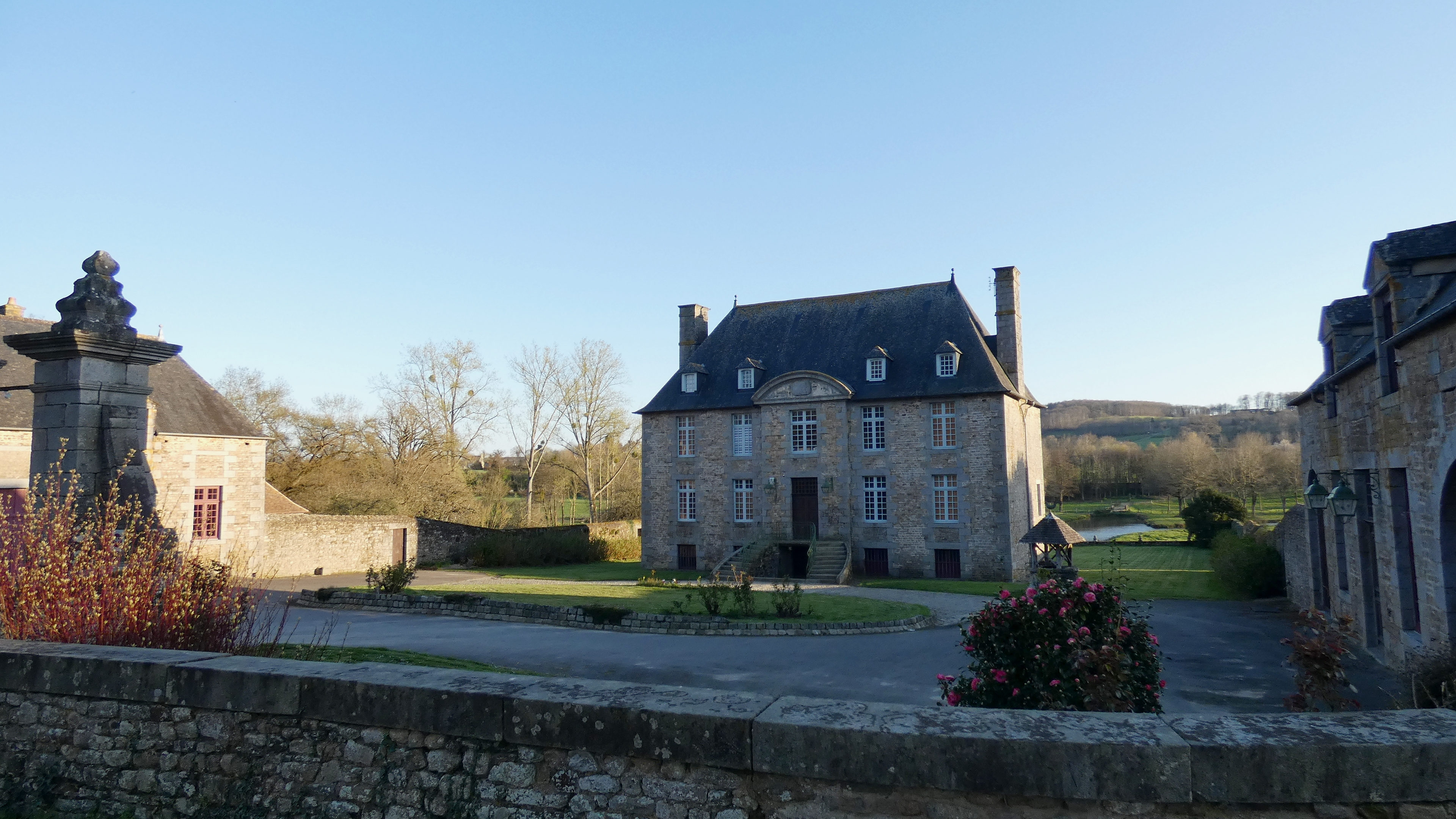
Le Logis.
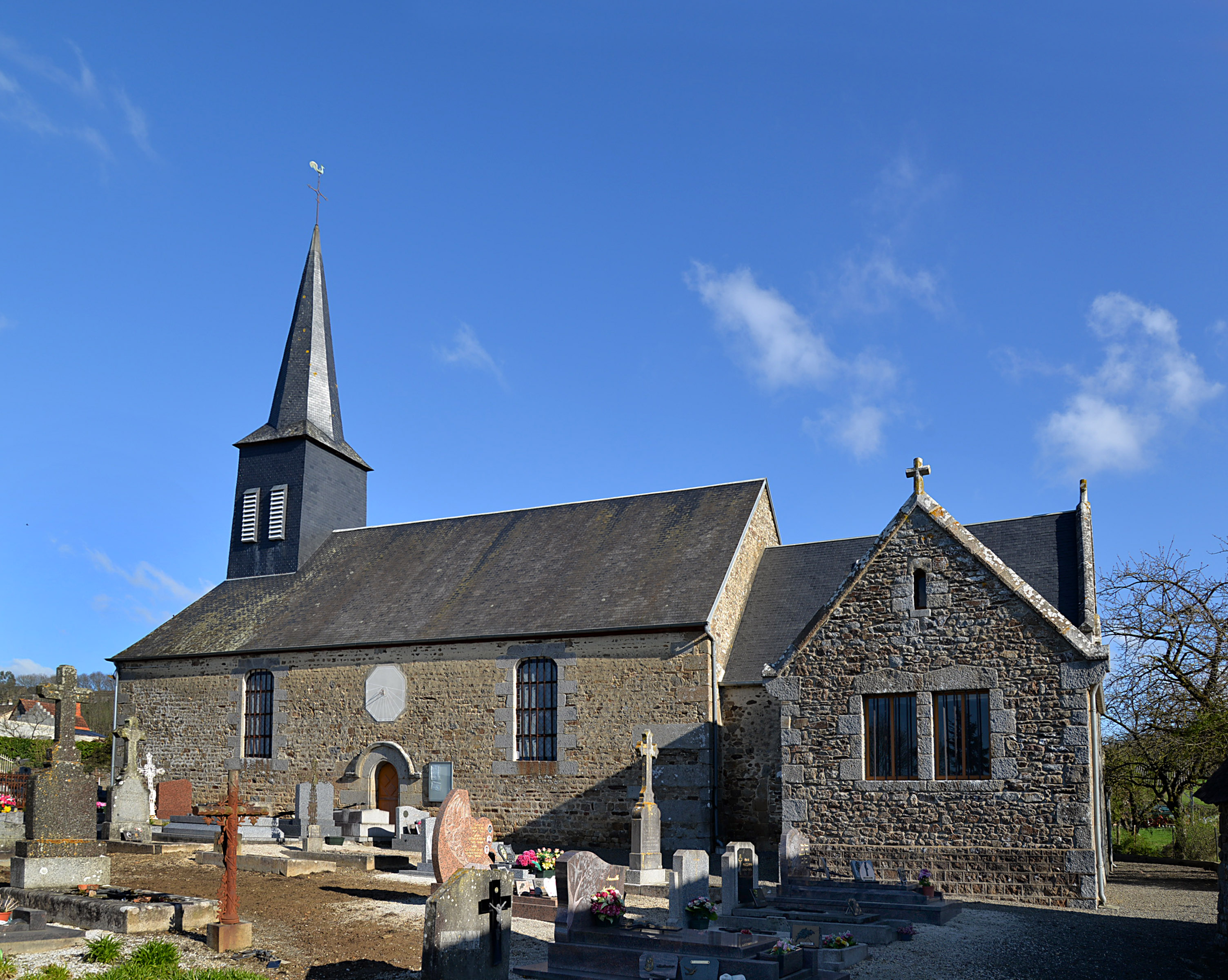
L’église Notre-Dame.
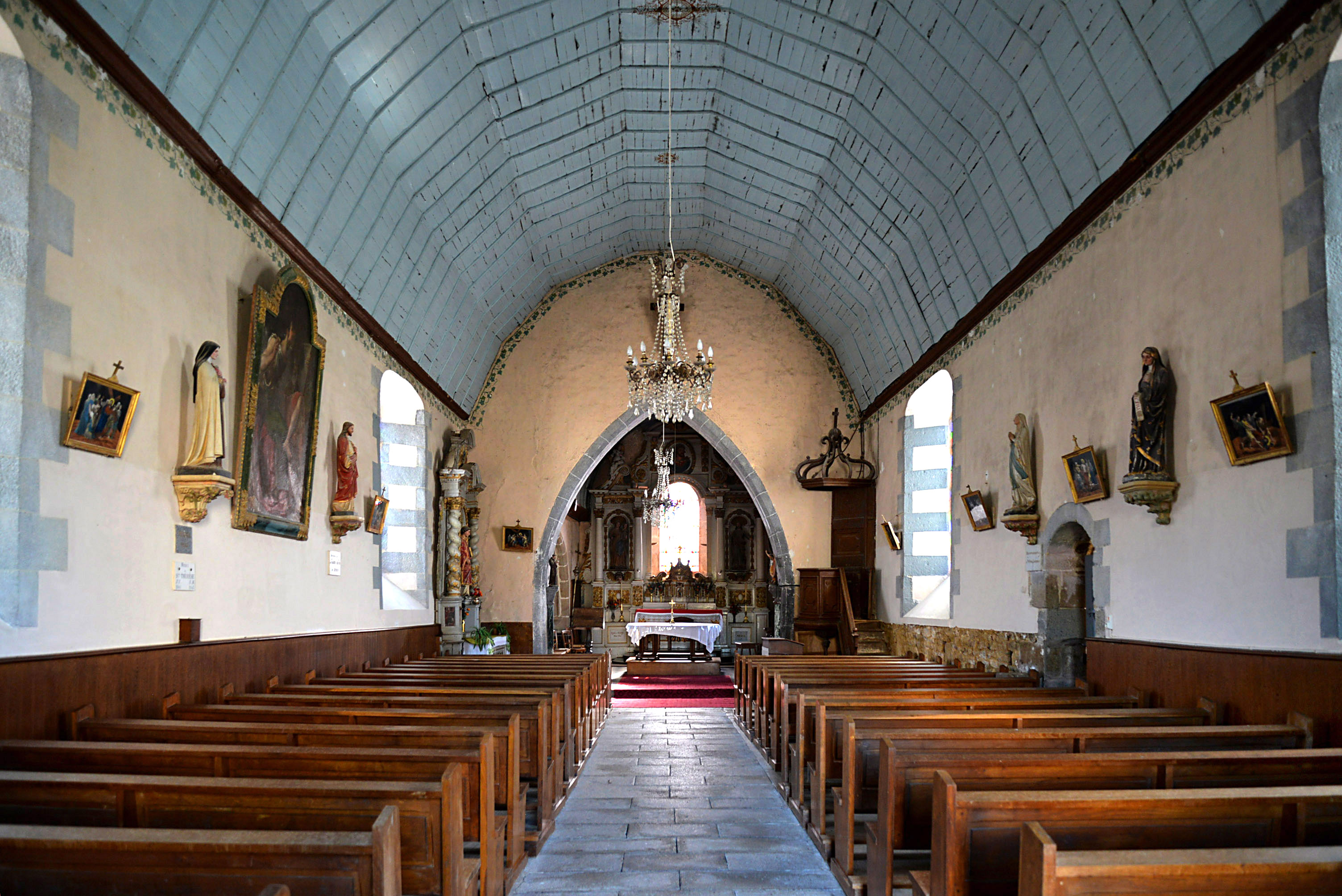
La nef de l’église Notre-Dame.
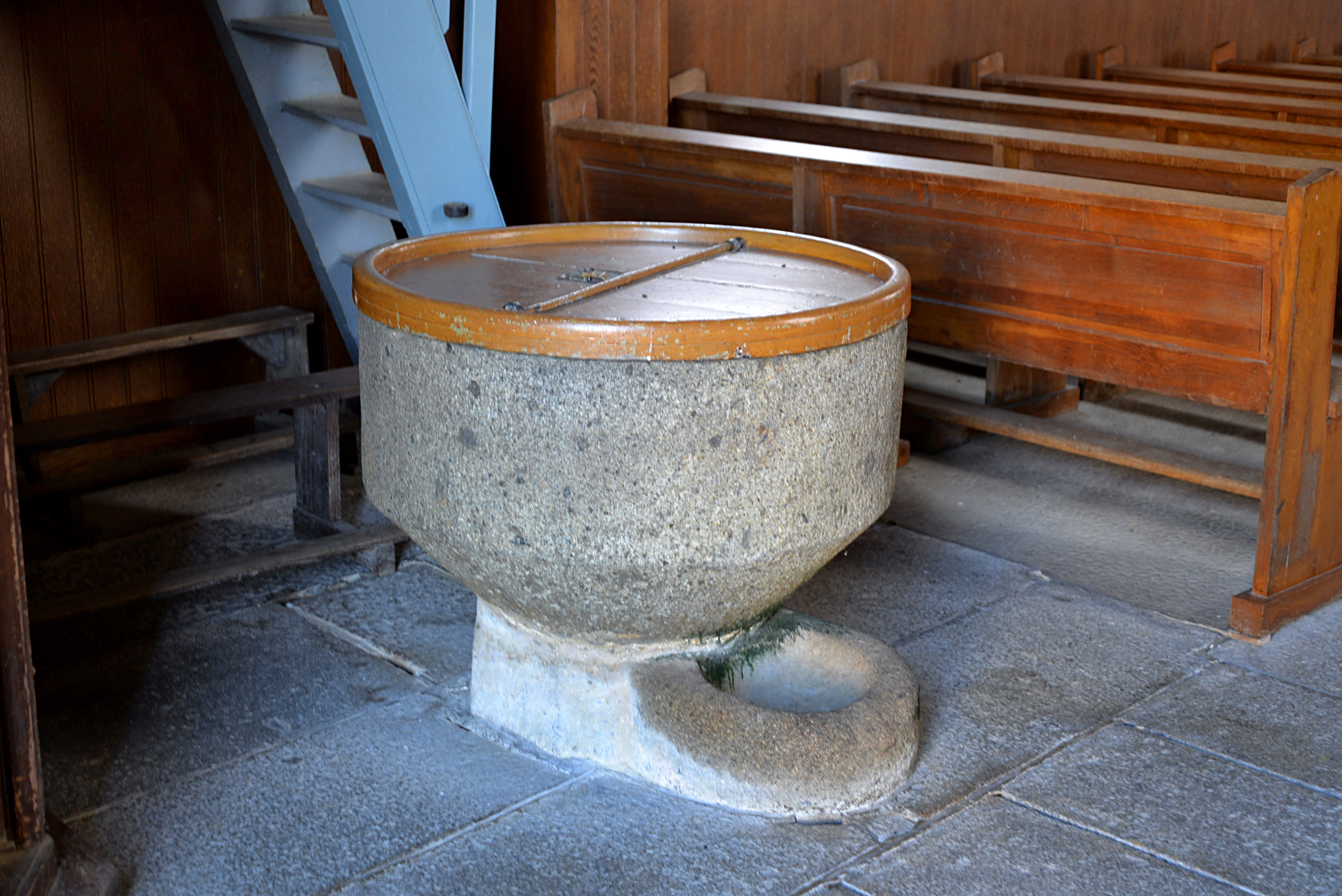
Les fonts baptismaux de l’église Notre-Dame.